# Björk (album)
Björk è l'album di debutto della cantante Björk, pubblicato nel 1977 dalla Fálkinn Records, quando l'artista islandese aveva solo 11 anni.

## Descrizione
Nel 1976 Björk partecipò alla registrazione della canzone I Love to Love, grazie alla sua scuola di musica. Dopo questa apparizione, poté registrare il suo primo lavoro.
L'album venne registrato negli studi di Hljarijinn, a Reykjavík. Tra i brani ci sono cover di classici internazionali cantati qui in lingua islandese, come The Fool on the Hill dei Beatles, Alta Mira di Edgar Winter, Your Kiss is Sweet di Syreeta Wright, tra le altre. Tuttavia non mancano canzoni scritte specificamente per l'album come Arabadrengurin, scritta dal patrigno della cantante, ed un tributo al pittore Jóhannes Kjarval con un brano strumentale suonato con il flauto dalla stessa cantante allora undicenne. L'album fu pubblicato in due formati differenti: in vinile e in musicassetta. Furono pubblicate 7000 copie e ne vendette 5000, raggiungendo in Islanda il disco di platino. La copertina fu disegnata da Hildur Hauksdóttir, madre di Bjork. Dopo l'uscita dell'album, alla cantante fu offerta la possibilità di registrare un secondo album, ma rifiutò. Con i soldi guadagnati grazie al successo del primo CD comprò un pianoforte con cui iniziò a scrivere da sola i suoi brani.

## Tracce
1. Arabadrengurinn – 5:00 (Sævar Árnason)
2. Búkolla – 3:16 (Stevie Wonder, Syreeta Wright) – cover di Syreeta Wright
3. Alta Mira – 2:30 (Edgar Winter) – cover di Edgar Winter
4. Jóhannes Kjarval – 2:15 (Björk)
5. Fúsi Hreindýr – 3:27 (Björgvin Gíslason)
6. Himnaför – 2:32 (Björk)
7. Óliver – 2:47 (Björk)
8. Álfur Út Úr Hól – 3:04 (John Lennon, Paul McCartney) – cover dei Beatles
9. Músastiginn – 2:44 (Björgvin Gíslason)
10. Bænin – 2:00 (Melanie Safka)